# CNN3
CNN3 (англ. Calponin 3) – білок, який кодується однойменним геном, розташованим у людей на короткому плечі 1-ї хромосоми.  Довжина поліпептидного ланцюга білка становить 329 амінокислот, а молекулярна маса — 36 414.
| 10         |  | 20         |  | 30         |  | 40         |  | 50         |
| ---------- |  | ---------- |  | ---------- |  | ---------- |  | ---------- |
| MTHFNKGPSY |  | GLSAEVKNKI |  | ASKYDHQAEE |  | DLRNWIEEVT |  | GMSIGPNFQL |
| GLKDGIILCE |  | LINKLQPGSV |  | KKVNESSLNW |  | PQLENIGNFI |  | KAIQAYGMKP |
| HDIFEANDLF |  | ENGNMTQVQT |  | TLVALAGLAK |  | TKGFHTTIDI |  | GVKYAEKQTR |
| RFDEGKLKAG |  | QSVIGLQMGT |  | NKCASQAGMT |  | AYGTRRHLYD |  | PKMQTDKPFD |
| QTTISLQMGT |  | NKGASQAGML |  | APGTRRDIYD |  | QKLTLQPVDN |  | STISLQMGTN |
| KVASQKGMSV |  | YGLGRQVYDP |  | KYCAAPTEPV |  | IHNGSQGTGT |  | NGSEISDSDY |
| QAEYPDEYHG |  | EYQDDYPRDY |  | QYSDQGIDY  |  |            |  |            |

A: Аланін

C: Цистеїн

D: Аспарагінова кислота

E: Глутамінова кислота

F: Фенілаланін

G: Гліцин

H: Гістидин

I: Ізолейцин

K: Лізин

L: Лейцин

M: Метіонін

N: Аспарагін

P: Пролін

Q: Глутамін

R: Аргінін

S: Серин

T: Треонін

V: Валін

W: Триптофан

Кодований геном білок за функцією належить до фосфопротеїнів. 
Задіяний у такому біологічному процесі як ацетиляція. 
Білок має сайт для зв'язування з молекулою актину, молекулою кальмодуліну. 